# Rondeletia inermis
Rondeletia inermis är en måreväxtart som först beskrevs av Spreng., och fick sitt nu gällande namn av Carl Karl Wilhelm Leopold Krug och Ignatz Urban. Rondeletia inermis ingår i släktet Rondeletia och familjen måreväxter. Inga underarter finns listade i Catalogue of Life.